# Karen Clark
Karen Lynn Clark (ur. 9 kwietnia 1972 w Montrealu) – kanadyjska pływaczka synchroniczna, wicemistrzyni olimpijska.
Startowała na pływackich mistrzostwach świata rozgrywanych w 1991 oraz 1994 roku. Na obu tych czempionatach zdobyła srebrny medal w konkurencji drużyn. Była uczestniczką igrzysk panamerykańskich w Mar del Plata, tam zdobyła srebrne medale w konkurencji solistek i drużyn. W 1996 uczestniczyła w igrzyskach olimpijskich w Atlancie, gdzie udało się zdobyć razem z innymi koleżankami z kadry srebrny medal (Kanadyjki uzyskały ostatecznie rezultat 98,367 pkt).